# Атри
А̀три (на италиански: Atri) е град и община в източна част на Южна Италия. Разположен е на около 10 km западно от брега на Адриатическо море в регион Абруцо на провинция Терамо. Катедралата „Санта Мария Асунта“ в града е построена през 1305 г. Най-близкият голям град до Атри е Пескара, който се намира на около 30 km на югоизток. Население 10 876 от преброяването през 2014 г.